# Rhododendron emarginatum
Rhododendron emarginatum är en ljungväxtart som beskrevs av William Botting Hemsley och E. H. Wils. Rhododendron emarginatum ingår i släktet rododendron, och familjen ljungväxter. Utöver nominatformen finns också underarten R. e. eriocarpum.